# 17a etapa del Tour de França de 2009
La 17a etapa del Tour de França de 2009 es disputà el dimecres 22 de juliol sobre un recorregut de 169,5 quilòmetres entre Bourg-Saint-Maurice i Le Grand-Bornand. La victòria fou pel luxemburguès Fränk Schleck.

## Recorregut de l'etapa
Autèntica etapa reina de la present edició del Tour de França, amb 4 ports de 1a categoria i un de segona, tot passant pels departaments de la Savoia i l'Alta Savoia. Especialment durs són els dos darrers ports, quasi enllaçats en l'espai: el Coll de Romme i el Coll de la Colombière. El darrer dels ports es troba a tan sols 15 km de l'arribada, a Le Grand-Bornand.

## Desenvolupament de l'etapa
Etapa reina de la present edició. Només de sortida els ciclistes afrontaren l'ascensió al Cornet de Roseland, de 1a categoria. Durant la seva ascensió s'anirien produint escapades i es formà un nombrós grup d'escapats entre els quals hi havia Jurgen van den Broeck (SIL), Denís Ménxov (RAB), David Zabriskie (GAR), Franco Pellizotti (LIQ), Sandy Casar (FDJ), Rubén Pérez Moreno (EUS), Sylvain Chavanel (QST), Gorka Verdugo (EUS) i José Luis Arrieta (ALM). Aquest grup passà pel port amb més d'un minut respecte al grup dels favorits. Durant el descens s'afegiren al grup d'escapats Thor Hushovd (CTT), Egoi Martínez i Amets Txurruka (EUS), entre d'altres.
Finalment es formà un grup de 20 al capdavant, però ben aviat sols quedà Thor Hushovd al capdavant, amb 1' 46" sobre els immediats perseguidors i quasi 6' respecte al gran grup, a l'inici de l'ascensió al segon port del dia. Hushovd estava lluitant pel Maillot verd i volia aconseguir els punts dels esprints intermedis per a consolidar-se en aquesta classificació.
Hushovd passà en primera posició el segon i el tercer port del dia, sempre seguit per un grup d'escapats, que s'aniria reduint a poc a poc. Una vegada passà pel segon esprint del dia es deixà agafar pels perseguidors, en un moment en què el gran grup ja estava a menys de 2' i estava encapçalat per l'Astana.
Durant l'ascensió al coll de Romme Andy Schleck atacà diverses vegades, fins que es formà un grup compost per Frank i Andy Schleck, Alberto Contador, Andreas Kloden i Jurgen van den Broeck. Lance Armstrong no pogué seguir el ritme d'aquest grup. Poc després va ser Van den Broeck el que no pogué seguir el ritme, quedant al capdavant dos corredors de l'Astana i dos del Team Saxo Bank. Passaren pel coll amb més d'un minut respecte als immediats perseguidors.
Durant l'ascens al coll de la Colombière Contador atacà, deixant despenjat al seu company d'equip, però no pas als germans Schleck. El tres passaren primers pel coll, seguits per Kloden i Armstrong, que havien deixat els seus companys de grup després d'un fort atac.
A l'arribada el vencedor va ser Frank Schleck, sense que Contador disputés l'etapa. Pel darrere, Armstrong i Nibali agafaren Kloden i acabà perdent 2' 18", perdent d'aquesta manera la plaça de podi, que en aquells moments quedava en mans del vencedor de l'etapa.

## Esprints intermedis
- 1r esprint intermedi. Praz-sur-Arly (km 75,5)

| 1r | Thor Hushovd     | 6 pts |
| 2n | Sylvain Chavanel | 4 pts |
| 3r | Christophe Kern  | 2 pts |

- 2n esprint intermedi. Cluses (km 126)

| 1r | Thor Hushovd    | 6 pts |
| 2n | Christophe Kern | 4 pts |
| 3r | Thomas Voeckler | 2 pts |

## Ports de muntanya
| 1r | Franco Pellizotti     | 15 pts |
| 2n | Sandy Casar           | 13 pts |
| 3r | Sylvain Chavanel      | 11 pts |
| 4t | José Luis Arrieta     | 9 pts  |
| 5è | Christophe Kern       | 8 pts  |
| 6è | Jurgen van den Broeck | 7 pts  |
| 7è | David Zabriskie       | 6 pts  |
| 8è | Denís Ménxov          | 5 pts  |

| 1r | Thor Hushovd          | 15 pts |
| 2n | Franco Pellizotti     | 13 pts |
| 3r | Christophe Kern       | 11 pts |
| 4t | Egoi Martínez         | 9 pts  |
| 5è | Amets Txurruka        | 8 pts  |
| 6è | Denís Ménxov          | 7 pts  |
| 7è | Jurgen van den Broeck | 6 pts  |
| 8è | Carlos Barredo        | 5 pts  |

| 1r | Thor Hushovd          | 10 pts |
| 2n | Franco Pellizotti     | 9 pts  |
| 3r | Egoi Martínez         | 8 pts  |
| 4t | Christophe Kern       | 7 pts  |
| 5è | Jurgen van den Broeck | 6 pts  |
| 6è | David Zabriskie       | 5 pts  |

| 1r | Frank Schleck         | 15 pts |
| 2n | Andy Schleck          | 13 pts |
| 3r | Alberto Contador      | 11 pts |
| 4t | Andreas Klöden        | 9 pts  |
| 5è | Vincenzo Nibali       | 8 pts  |
| 6è | Christian Vande Velde | 7 pts  |
| 7è | Bradley Wiggins       | 6 pts  |
| 8è | Lance Armstrong       | 5 pts  |

| 1r | Frank Schleck     | 30 pts |
| 2n | Andy Schleck      | 26 pts |
| 3r | Alberto Contador  | 22 pts |
| 4t | Andreas Klöden    | 18 pts |
| 5è | Lance Armstrong   | 16 pts |
| 6è | Vincenzo Nibali   | 14 pts |
| 7è | Bradley Wiggins   | 12 pts |
| 8è | Christophe Moreau | 10 pts |

## Classificació de l'etapa
|    | Ciclista              | Equip           | Temps      |
| -- | --------------------- | --------------- | ---------- |
| 1  | Fränk Schleck         | Team Saxo Bank  | 4h 53' 54" |
| 2  | Alberto Contador      | Team Astana     | m. t.      |
| 3  | Andy Schleck          | Team Saxo Bank  | m. t.      |
| 4  | Vincenzo Nibali       | Liquigas        | + 2' 18"   |
| 5  | Lance Armstrong       | Team Astana     | m. t.      |
| 6  | Andreas Klöden        | Team Astana     | + 2' 27"   |
| 7  | Bradley Wiggins       | Garmin Chipotle | + 3' 07"   |
| 8  | Christophe Moreau     | Agritubel       | + 4' 09"   |
| 9  | Christian Vande Velde | Garmin Chipotle | m. t.      |
| 10 | Rémi Pauriol          | Cofidis         | + 6' 10"   |

## Classificació general
|    | Ciclista              | Equip             | Temps       |
| -- | --------------------- | ----------------- | ----------- |
| 1  | Alberto Contador      | Team Astana       | 72h 27' 09" |
| 2  | Andy Schleck          | Team Saxo Bank    | + 2' 26"    |
| 3  | Frank Schleck         | Team Saxo Bank    | + 3' 25"    |
| 4  | Lance Armstrong       | Team Astana       | + 3' 55"    |
| 5  | Andreas Klöden        | Team Astana       | + 4' 44"    |
| 6  | Bradley Wiggins       | Garmin-Slipstream | + 4' 53"    |
| 7  | Vincenzo Nibali       | Liquigas          | + 5' 09"    |
| 8  | Christian Vande Velde | Garmin-Slipstream | + 8' 08"    |
| 9  | Christophe Le Mével   | FDJ               | + 9' 19"    |
| 10 | Mikel Astarloza       | Euskaltel–Euskadi | + 10' 50"   |

## Classificacions annexes

### Classificació per punts
| Classificació per punts | Total   |
| ----------------------- | ------- |
| Thor Hushovd            | 230 pts |
| Mark Cavendish          | 200 pts |
| José Joaquín Rojas      | 126 pts |

### Classificació de la muntanya
| Classificació de la muntanya | Total   |
| ---------------------------- | ------- |
| Franco Pellizotti            | 196 pts |
| Egoi Martínez                | 118 pts |
| Pierrick Fédrigo             | 97 pts  |

### Classificació del millor jove
| Classificació del millor jove | Temps       |
| ----------------------------- | ----------- |
| Andy Schleck                  | 72h 29' 35" |
| Vincenzo Nibali               | + 2' 43"    |
| Roman Kreuziger               | + 8' 26"    |

### Classificació per equips
| Classificació per equips | Total        |
| ------------------------ | ------------ |
| Team Astana              | 215h 55' 13" |
| Garmin-Slipstream        | + 16' 12"    |
| AG2R La Mondiale         | + 16' 33"    |

### Combativitat
- Thor Hushovd

## Abandonaments
- Cyril Dessel
- Kenny van Hummel
- José Ángel Gómez Marchante